# Чорнушовичі
Чорнушо́вичі — село в Україні, в Львівському районі Львівської області. Орган місцевого самоврядування — Підберізцівська сільська рада.

## Історія
7 січня 1463 р. галицький каштелян Микола з Гологір подарував своїй доньці Єлизаветі с. Чорнушовичі Львівського повіту, яке він купив у Германовського Івана.

## Пам'ятки
- Костел (публічна каплиця) Явління Пр. Богородиці 1923 - 1928 років. Знаходився на території МТС, зараз стоїть пусткою і поступово руйнується.

## Галерея

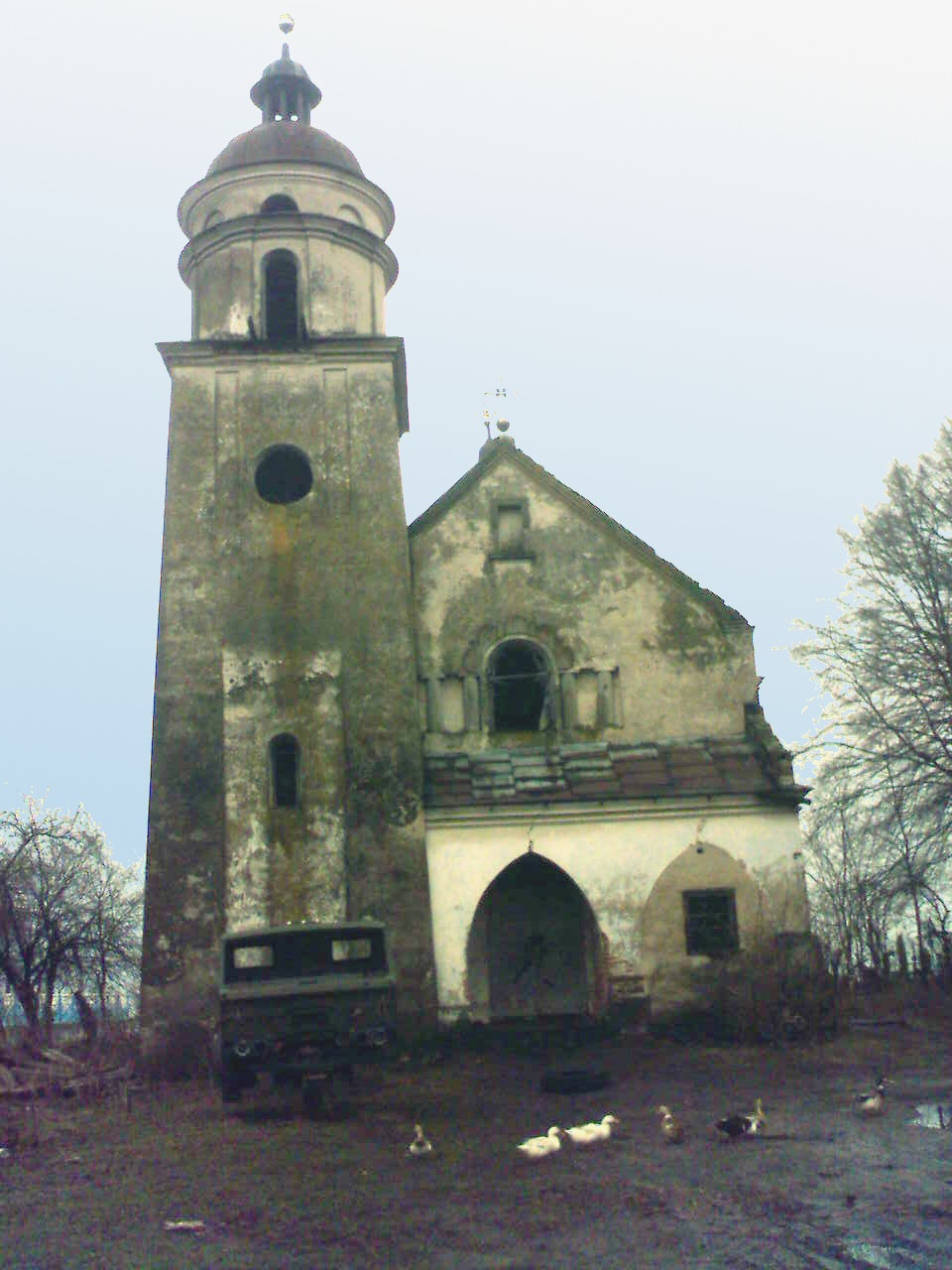
Закинутий костел Явління Пр. Богородиці.
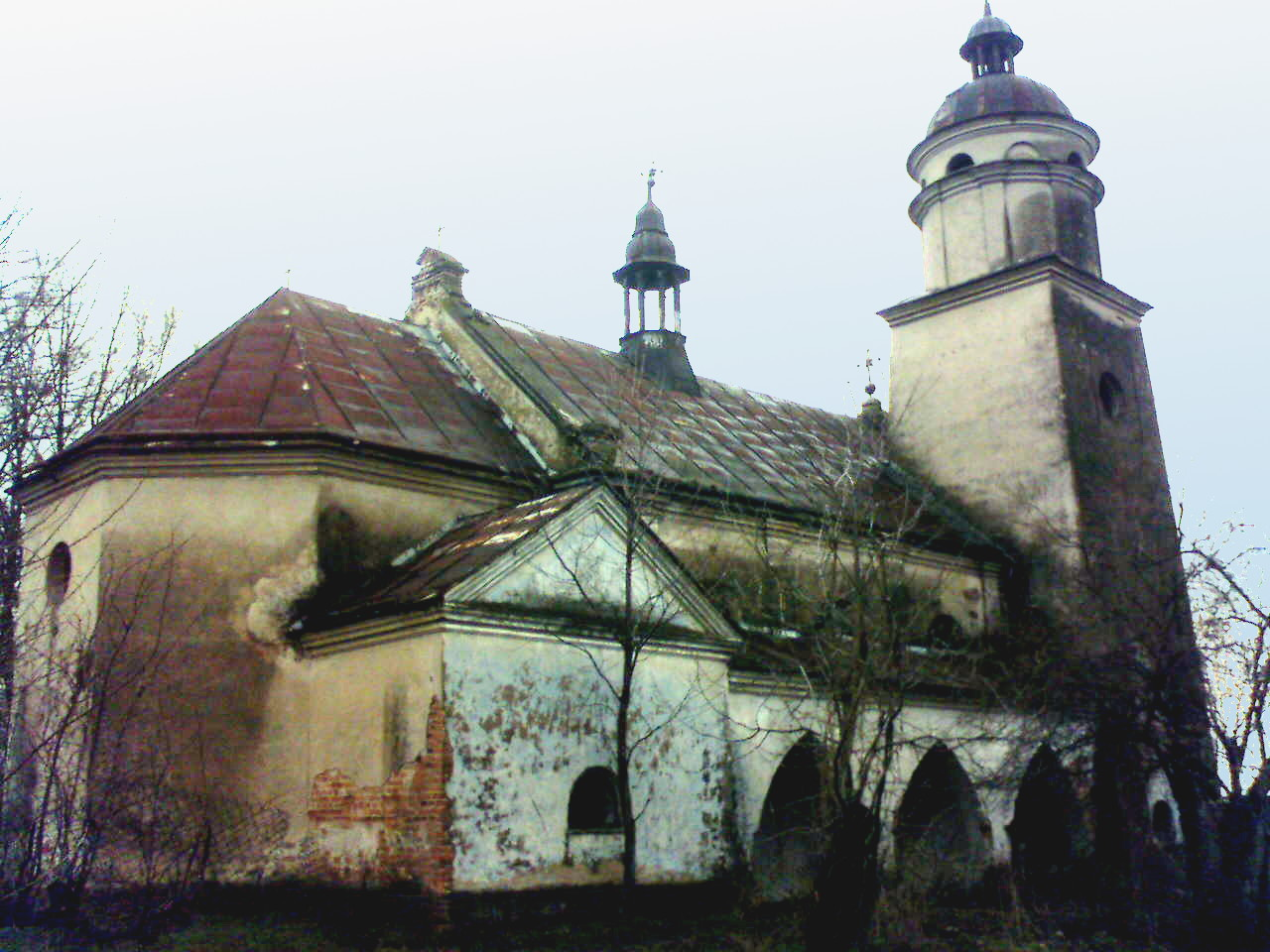
Бічний вид костелу.
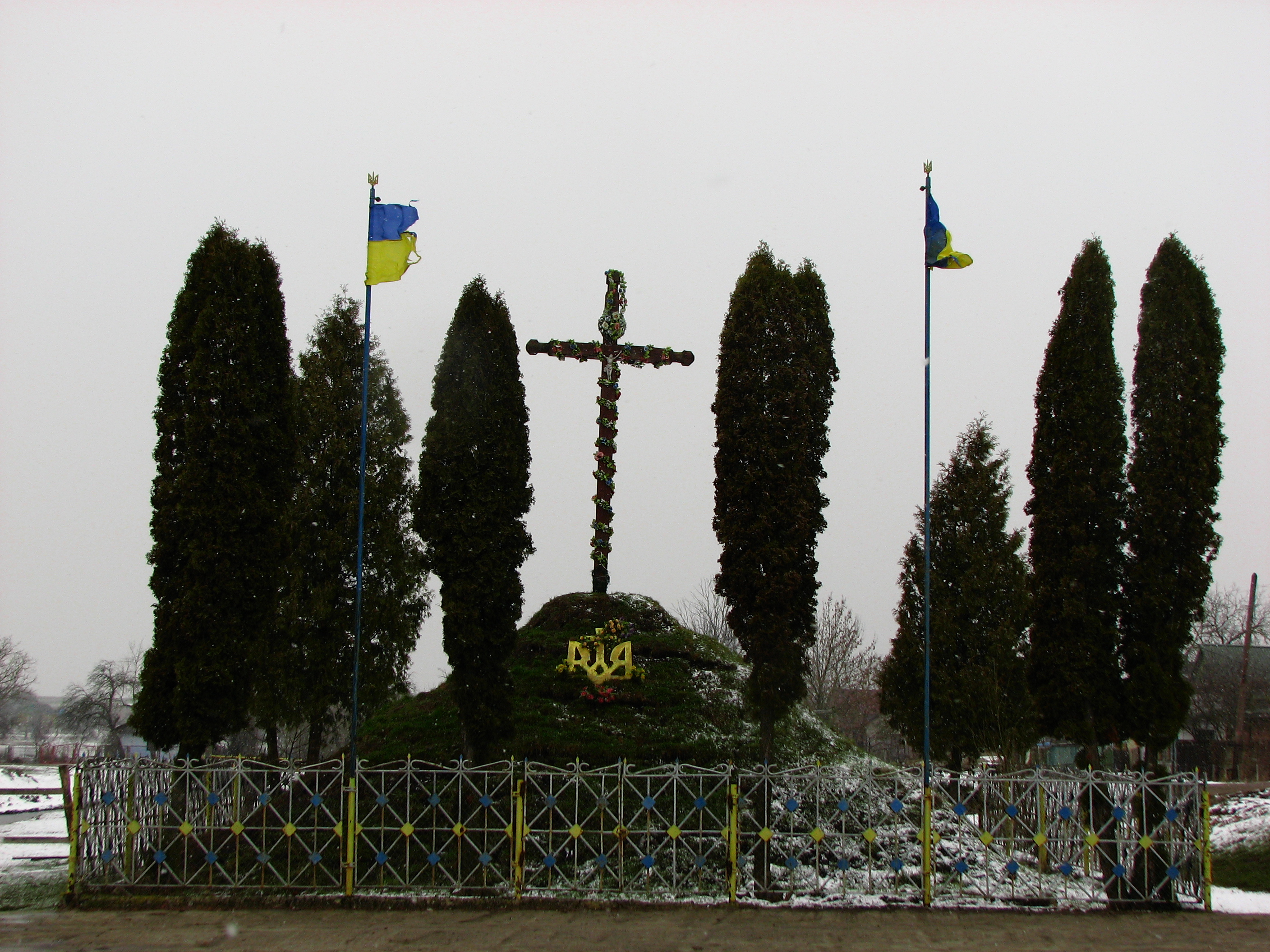
Братська могила.
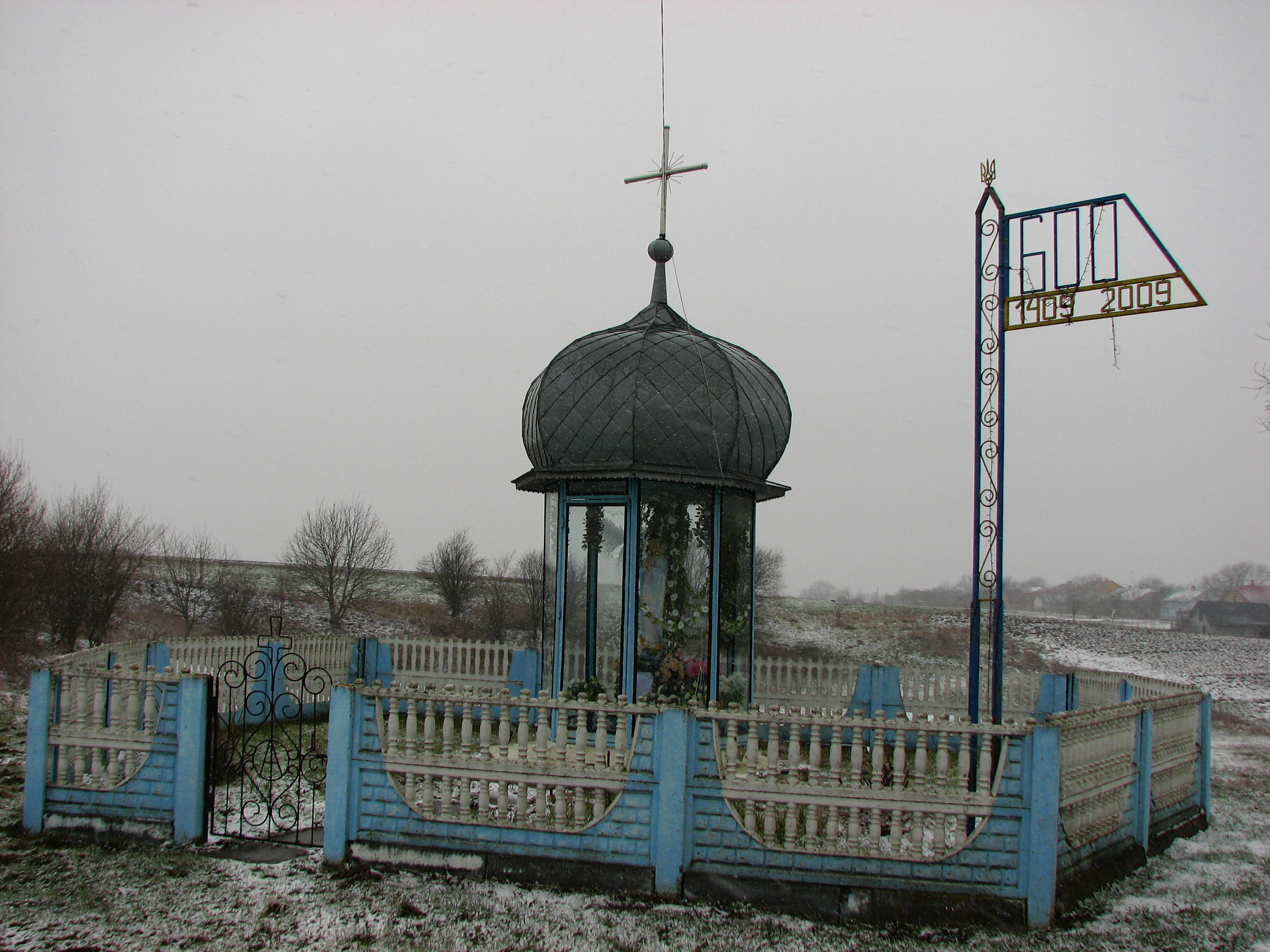
Капличка з фігурою Пр. Богородиці.
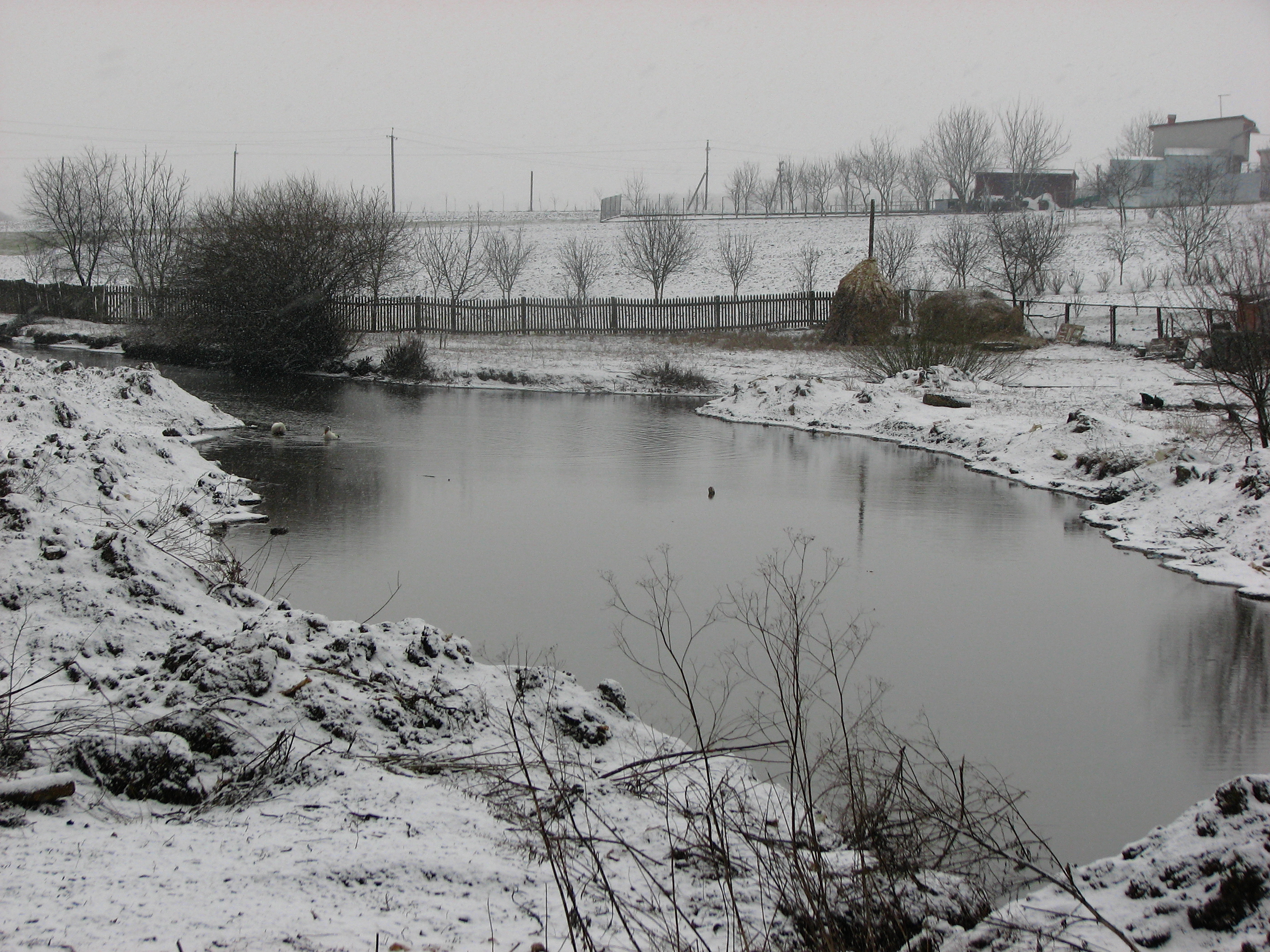
Річка в с. Чорнушовичі.
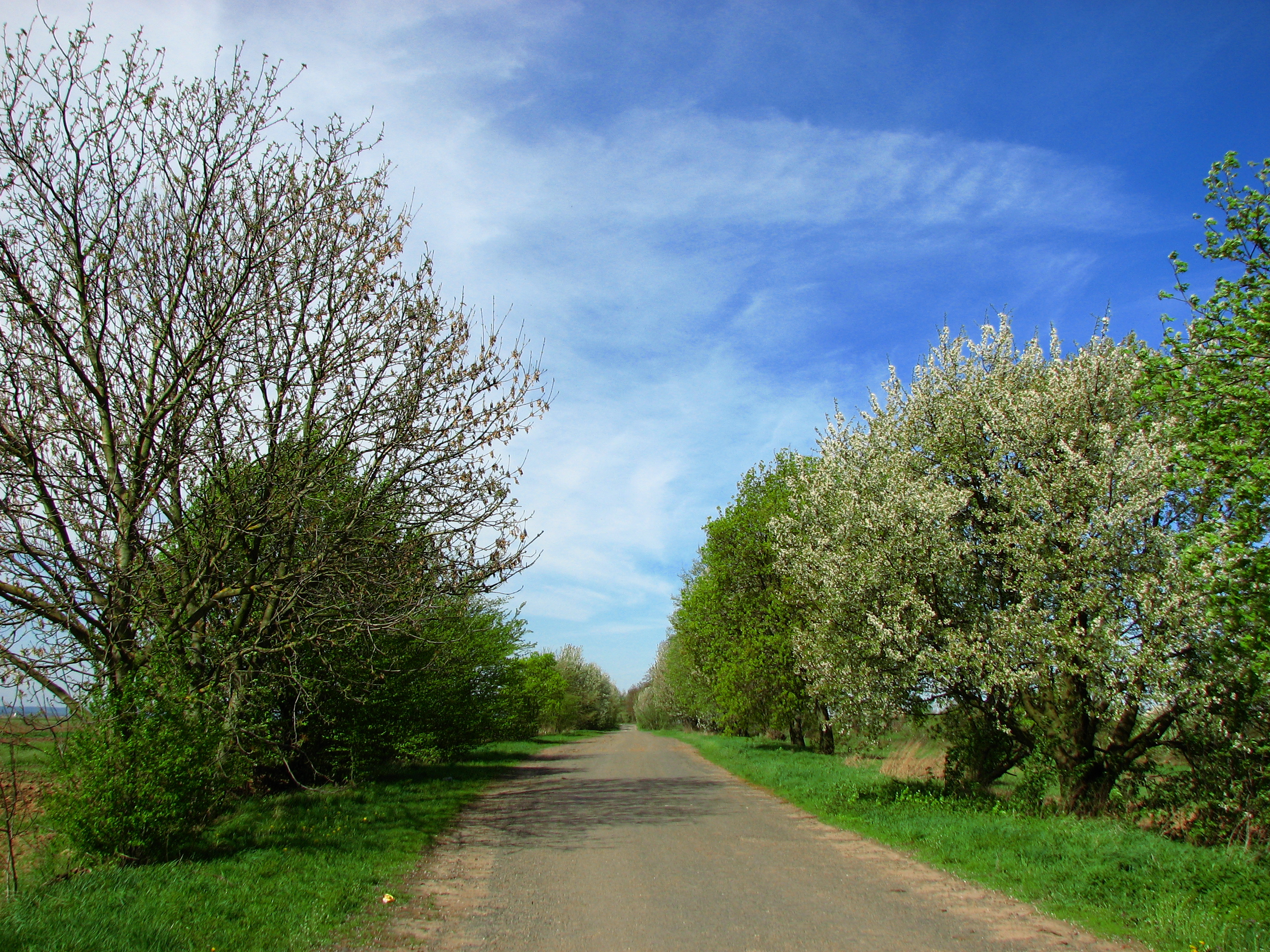
Місцева дорога Чорнушовичі–Журавники.

## Населення
За даними всеукраїнського перепису населення 2001 року, в селі мешкало 648 осіб. Мовний склад села був таким:
| Мова       | Число ос. | Відсоток |
| ---------- | --------- | -------- |
| українська | 647       | 99,85    |
| російська  | 1         | 0,15     |

## Відомі люди
- отець Кучабський Володимир — парох села у 1937–1939 роках.